# Марсель Гране
Марсель Гране, у вітчизняній літературі також іменується Грані (фр. Marcel Granet кит. спр. 葛兰言, піньїнь: Gé Lányán спр. 葛兰言, піньїнь: Gé Lányán; 1884, Люк-ен-Діуа, департамент Дром, Франція — 1940, Со, Франція) — видатний французький синолог, учень Еміля Дюркгайма та Едуарда Шаванна, вперше застосував соціологічні методи до вивчення історії та культури Китаю.

## Біографія та діяльність
Народився в родині землевласників, його батько мав інженерну освіту. Закінчив ліцей у Екс-ан-Прованс, а потім престижний Lycée Louis-le-Grand в Парижі, який традиційно надавав абітурієнтів École Normale Supérieure. Гране отримав ступінь бакалавра і вступив в Еколь-Нормаль в 1904 р., всього через рік після його возз'єднання з Сорбонною. Серед університетських викладачів особливий вплив на Гране здійснив Еміль Дюркгайм (цікаво, що він викладав педагогіку, яка була обов'язковою для вивчення до 1913 р.). В Еколь-Нормаль Гране цікавився юриспруденцією, соціологією, філософією та історією, причому дуже рано став використовувати ідеї та методологію Дюркгайма. Він увійшов до елітного студентського клубу, куди входив й один з співзасновників школи «Анналів» — Марк Блок, і багато інших видатних діячів французької науки. У 1905 р. Гране став членом соціалістичного гуртка, головою якого був племінник Дюркгайма.
У 1907 р. Гране отримав вчений ступінь з історії та був направлений працювати викладачем ліцею в Бастії (Корсика). У 1908 р. він отримав ґрант фонду Тьєра для дослідження феодалізму. У цей період він отримав пораду звернутися до синолога Едуарда Шаванна, бо мав намір зіставляти європейський феодалізм з японським. Шаванн прийняв його в свою групу, зазначивши, що вивчення китайської мови і культури є необхідним кроком для занять Японією. У цей період Гране тісно спілкується з Тьером і Герне — своїми однокашниками, чиї теоретичні міркування сильно впливали на всіх трьох.
У 1911 р. в світ виходить перша друкована праця Гране — памфлет Contre l'alcoolisme, un programme socialiste. У тому ж році він припинив співпрацю з фондом Тьєра, і отримав ґрант французького уряду на вивчення китайської класики, відправившись з цією метою в Пекін. У Пекіні його наставником став Андре д'Ормон. У 1912 р. Гране відправив Шаванну свою першу синологічну працю Coutumes matrimoniales de la Chine antique, негайно опубліковану в провідному синологічному журналі «Тун бао» (Лейден). У лютому 1912 р. в Пекіні було підписано зречення імператорської сім'ї від престолу, й таким чином Гране виявився в центрі китайської революції.
Повернувшись з Китаю в березні 1913 р., Гране викладав історію в Марсельському ліцеї, а в жовтні перевівся в Монпельє. У грудні 1913 р. він змінив Едуарда Шаванна на посаді глави Департаменту вивчення релігій далекого Сходу в École Pratique des Hautes Études. У 1914 р. Марсель Гране пішов на фронт добровольцем, був нагороджений Військовим хрестом. У 1918 р. йому вдалося ненадовго відвідати Пекін у складі військової місії. За час війни він підготував дві докторські дисертації.
У 1919 р. повернувся до Франції, одружився з Марі Терьен і повернувся до академічної роботи. На захисті його докторської дисертації «Стародавні китайські свята і пісні» офіційним опонентом був сер Джеймс Фрейзер. Після опублікування книга була удостоєна премії ім. С. Жюльєна. У 1922 р. на замовлення видавця Соловіна, Гране пише першу зі своїх узагальнюючих книг «Релігії Китаю», причому був змушений постійно переїжджати з Парижа в Тоннер, де його дружина викладала в місцевому ліцеї, маючи на руках маленького сина. Не оминув він і роботи в товаристві колишніх студентів Дюркгайма, які об'єдналися навколо журналу Année.
У 1925 р. Гране став професором в École Nationale des Langues Orientales Vivantes, а в 1926 р. брав участь у заснуванні Institut des Hautes Études Chinoises. Він став його керівником і очолив кафедру китайської мови і китайської цивілізації.
Був запрошеним іноземним професором в норвезькому Інституті порівняльного дослідження культур.
Марсель Гране помер у віці 56 років, через місяць після початку німецької окупації Франції.

## Наукова спадщина
Загальновизнано, що головним нововведенням Гране було з'єднання китаєзнавства з соціологією Е. Дюркгайма. Роботи Марселя Гране утворюють чіткий, систематизований ряд досліджень суспільних і сімейних відносин, економічного життя, а також релігії стародавнього Китаю. Міркування Гране про сімейно-шлюбні відносини критикувалися Р. ван Гюліком. Гране вперше в європейській науці підняв питання про методологічні підстави традиційної думки в Китаї, яку він відмовлявся визнавати «донауковою», в цьому сенсі опонуючи Дж. Нідему. Поклав початок вивченню символічної нумерології в китайській культурі. Його погляди були розвинені А. І. Кобзєвим.
Учнем Гране був корейсько-японський філософ Цуда Іцуо (津田逸夫, 1914—1984)